# Дарко Димитров
Дарко Димитров (Скопље, 21. јануар 1973) македонски је текстописац и музички продуцент. Члан је жирија певачког такмичења IDJ Show (2022—данас).

## Биографија
Дарко Димитров рођен је 21. јануара 1973. године у Скопљу, СФР Југославија (данашња Северна Македонија), син је истакнутог македонског певача и композитора, Славеа Димитрова. Његова породица има богату музичку историју - деда је био истакнути оперски и традиционални музички певач, Благоја Петров Карагјуле. Дарко Димитров је дипломирао на Музичкој академији у Скопљу и ради у свом породичном студију за снимање под називом 'Студио Димитрови', заједно са оцем и братом Оливером, који је био запажен по продукцији дебитантског албума ска бенда Суперхикс.
Један од његових првих продукцијских хитова био је „Отвори го Пенџерчето“, у извођењу реп групе Нулта Позитив, а у којем је учествовао популарни фолк певач Митре Митревски.
Након продукције за углавном хип-хоп и поп-реп оријентисане музичаре током раних 90-их, Дарко Димитров се преусмерио на индустрију поп музике. Од 1996. надаље, био је продуцент многобројних хитова са топ листа за многе уметнике балканског поднебља и Турске као што су Нокаут, Каролина Гочева, Тоше Проески, Калиопи, Елена Ристеска, Јован Јованов, Тамара Тодевска, Тијана Дапчевић, Владо Јаневски, Ламбе Алабакоски, Врчак, Влатко Лозаноски, Есма Реџепова, супруга Дарка Панчева Маја Гроздановска Панчева, Беса, Елхаида Дани, Гентиана Исмаили, Ањеза Схахини, Ледина Цело, Леонора Јакупи, Росела Гјилбегу, Алтуна Сејдиу, Јонида, Веса, Ровена, Пиро Цако, Јулијана Паша, Кејси Тола, Грета Коци, Елвана Гјата, Аурела Гаце, Ксенсила, Рафет Ел Роман, Александра Радовић, Јелена Томашевић, Иво Гамулин, Јована Николић, Сергеј Ћетковић, Хари Варешановић, Емина Јаховић, Арилена Ара, Марија Шерифовић, Жељко Јоксимовић, Еие Цуе, Едис Горгулу, Јелена Розга, Северина, Наташа Беквалац, Анастасија Ражнатовић, Aнџеља Перистери, Влахо, Харикејн, Лексингтон, Елена Китић, Лена Ковачевић, Ил Лимани, Аделина Тахири, и многи други.
Димитров је 1999. издао компилацијски албум са музиком различитих уметника чије је песме продуцирао. Албум 100% хитови: Најбоље од Дарка Димитрова оборио је националне продајне рекорде.
Његове песме су учествовале на многим запаженим фестивалима забавне музике као што су Скопје Фест, МакФест, Охрид Фест, Сунчане Скале и будвански музички фестивал у Црној Гори, радио фестивал ФЕРАС у Србији, Хрватски радио фестивал, Сплитски фестивал у Хрватској, Дора Хрватска, фестивал Памуккале у Турској, Златна јелен у Румунији, Кенга Магјике у Албанији и Европски фестивал песме за децу са посебним потребама из 2006. године, Јуниорска песма Евровизије 2011. и 2018. године.
Димитров је продуцирао и компоновао песму „Нинанајна“ македонског представника на Песми Евровизије 2006. године. Песму је на македонском и енглеском језику извела Елена Ристеска и пласирала се на 12. место са 56 поена, дајући нацији најбољи резултат до 2019. године. Написао је и песму „Не волиш је знам“ коју је Марија Шерифовић извела у уводној емисији Песме Евровизије 2008. у Београду.
Поново је учествовао на такмичењу за песму Евровизије 2013. и 2014. године као ко-аутор и ко-композитор Северне Македоније; „Пред да се раздени“, у извођењу Есме Реџепове и Влатка Лозаноског 2013. године, и „До неба“ у извођењу Тијане Дапчевић 2014. године.Ове песме нису успеле да се пласирају у велико финале.
2015. године Димитров је урадио аранжман и продуцирао наступ за Албанију на Песми Евровизије 2015. Песма „Жива сам“, у извођењу Елхаиде Дани, пласирала се на 17. место са 34 поена.
У 2018. и 2019. Димитров је написао и пријаве Северне Македоније и Србије на такмичењу за Песму Евровизије, укључујући песму „Поносна“ која је у укупном скору заузела 7. место на такмичењу 2019. године, и Северној Македонији донела најбољи досадашњи резултат.
Дарко Димитров је освојио више од 30 награда у категоријама „најбољи продуцент“, „најбољи композитор“ и „најбољи аранжер“ и његове песме су освојиле више од 100 награда. „Поносна“ је освојила 1. место жирија на Песми Евровизије 2019. и 7. место у укупном збиру. Заједно са Ивом Јанковским основао је издавачку кућу М2 Продакшнс и сарађивао са многим другим продукцијама у Европи.
Песме чији је он продуцент имају укупно више од 500 милиона прегледа на Јутјубу.
М2 Продакшнс је организовао неколико емисија талената из којих је произашло неколико актуелних македонских поп звезда. Међу њима су Елена Ристеска, Ламбе Алабакоски, Александра Пилева, 4Плеј, Емил Арсов, Туна, Димитар Андоновски и Бојана Атансовска.
Као еминентног кантаутора, Дарка Димитрова подржава Министарство културе Републике Македоније.

## Дискографија

### Одабране песме писане за музичаре из Србије
- Дејан Милићевић - На таласима љубави (2000)
- Тијана Дапчевић - Као да, Јача од судбине, Касно Је, Нема, нема. Рођен да будеш мој, Моден ритам (2001)
- Марија Шерифовић - Нисам анђео, Све по старом, Не волиш је знам, Подвала, Време је да кренем (2008), Шта да заборавим, Party Tonight (2009)
- Јелена Томашевић - Радио свира за нас, Човек мој, Ово није љубав, Кад не буде твоје љубави, Да ми је да ми се врати, Рано да верујеш, Живот у коферима (2016)
- Невена Божовић - Моја молитва (2018), Круна (2019)
- Емина Јаховић - Кризирам (2020)
- Ана Николић - Ти си крив, Перспективе (2020)
- Анастасија Ражнатовић - Ране (2019), Савршен пар, Промашена, Волим те (2020)

## Песме на Евровизији
| Цоунтри            | Године | Песма                   | Уметник               |
| ------------------ | ------ | ----------------------- | --------------------- |
| Северна Македонија | 2006   | "Нинанајна"             | Елена Ристеска        |
| Северна Македонија | 2013   | „Пред да се раздени“    | Есма и Лозано         |
| Северна Македонија | 2014   | "До неба"               | Тијана Дапчевић       |
| Албанија           | 2015   | „Жива сам“              | Елхаида Дани          |
| Северна Македонија | 2018   | „Изгубљено и пронађено“ | Аиј Кјуе              |
| Србија             | 2018   | "Нова деца"             | Сања Илић & Балканика |
| Северна Македонија | 2019   | "Поносна"               | Тамара Тодевска       |
| Србија             | 2019   | "Круна"                 | Невена Божовић        |
| Албанија           | 2020   | "Пад са неба "          | Арилена Ара           |
| Северна Македонија | 2020   | "Ти"                    | Васил Гарванлиев      |
| Србија             | 2021   | "Локо Локо"             | Харикејн              |
| Црна Гора          | 2022   | "Breathe"               | Владана Вучинић       |